# C.F.E. Horneman
Christian Frederik Emil Horneman (født 17. december 1840 i København, død 8. juni 1906 sammesteds) var en dansk komponist, dirigent, musikforlægger, organisator og lærer.
Han var søn af komponisten Emil Horneman og af Agnes Camilla Scheuermann (som var en kusine til Emma Hartmann). Et mindesmærke over ham findes på Assistens Kirkegård.

## Liv og gerning
Allerede som barn skrev han små operaer sammen med sin fætter Asger Hamerik. Han fik undervisning af sin far og andre, og studerede i 1858 – 1860 på konservatoriet i Leipzig. Her mødte han blandt andre Grieg og havde lærere som Ignaz Moscheles, Moritz Hauptmann, Julius Rietz med flere. Han vendte hjem, da hans far havde mistet sine penge ved en fejlslagen investering i forlystelsesparken Alhambra, der var en konkurrent til Tivoli. Derfor oprettede Horneman et musikforlag og en musikhandel, som han lod sin far bestyre i dagligdagen, mens han selv leverede en del af musikken (optræder i 2. vers af Peter Fabers julesang Sikken voldsom trængsel og alarm). Han skrev divertissementer, operafantasier m.m. under forskellige pseudonymer og leverede ouverturer og anden orkestermusik til Tivoli. Desuden skrev han sange og anden teatermusik for Casino og Folketeatret.

### Koncertsalsmusik
Hans produktion af koncertsalsmusik er begrænset, sikkert fordi ”han maatte nu i flere Aar arbejde alene for Erhvervet”, som der står i Dansk biografisk Leksikon. Han arbejdede i mange år på at skrive operaen Aladdin. I 1864 var ouverturen færdig, men først i 1888 fik operaen sin førsteopførelse ved en festforestilling for kong Christian IX. Den blev kun spillet 8 gange. En Ouverture héroïque skrevet i München i 1867, mens han var på studierejse finansieret af Det anckerske Legat, fremhæves også som et fint værk. Derudover findes der noget skuespilmusik og første del af et større sceneværk til tekst af Karl Gjellerup, Thamyris (Kampen med Muserne), dog først blev opført på det kgl. Teater i 1908, altså efter hans død. Det eneste orkesterværk af Horneman, der foruden Aladdin-ouverturen har holdt sig på repertoiret til vore dage, er Gurre-suiten. Den er sammensat af fire satser fra scenemusikken til Holger Drachmanns drama Gurre, som havde urpremiere på Det Kongelige Teater den 9. februar 1901.

### Musikselskabet "Euterpe"
Sammen med G. Matthison-Hansen, Edvard Grieg og andre stiftede han i 1865 i København musikselskabet Euterpe, hvis koncerter han dirigerede. Det var en reaktion mod den enerådende Musikforeningen, der var styret af Gade og Hartmann, og som efter de unge komponisters mening var for konservativ. Efter sin udenlandsrejse søgte han at realisere en yndlingsidé ved at arrangere en række billige lørdagskoncerter i Casino. Dette initiativ holdt dog kun i en sæson og måtte derefter opgives på grund af underskud.

### Koncertforeningen
I 1872 og 1874 solgte han efter faderens død henholdsvis musikhandel og forlag til Edition Wilhelm Hansen. Samme år stiftede han sammen med blandt andre Otto Malling og Jacob Christian Fabricius Koncertforeningen, hvis koncerter han dirigerede i 2 år på skift med Malling.
1876 oprettede han et "Nodekursus" i at synge fra bladet. Det udviklede sig fra 1880 til et velbesøgt musikinstitut, som skulle være et alternativ til Københavns Musikkonservatorium. Frem til 1920 fungerede denne læreanstalt, hvis elever (bl.a. Rued Langgaard) i de første mange år nød godt af Hornemans store interesse for pædagogik og betydelige evner som pædagog. Han var en ildsjæl og fuld af energi og virketrang. At Horneman nød agtelse blandt de yngre komponister viser Carl Nielsens tale ved afsløringen af mindesmærket for ham på Assistens Kirkegård den 13. maj 1909. Carl Nielsen karakteriserer Horneman således: ”Han var Flammen, den klare Flamme, den spillende Ild i den danske Musik, Ilden, som smelter alt det falske og fortærer det uægte.” Det var altså ikke uden grund at han i 1888 blev han titulær professor og 1906 Ridder af Dannebrog.

## Familie
I 1866 ægtede han Louise Nannestad, Datter af Pastor Conrad Nannestad.

## Musik
Angul Hammerich har skrevet om hans musikalske produktion, at den var "i Omfang ikke særlig stor, men desto værdifuldere i Indhold, præget af sprudlende Idérigdom og stor Originalitet."

### Større værker
- Aladdin. En eventyr-ouverture for orkester (1888)
- Die drei Lieder für Baryton-Solo (Ludwig Uhland/P.A. Rosenberg)(+ mandskor og orkester) (1887)[1]
- Kantate ved universitetets mindefest for Kong Christian IX. (L. C. Nielsen) (bl.a. Vort hjem, du danske jord 1906)
- Gurre. Drama af Holger Drachmann (1889)
- Sange til skuespillet "Harlekins Omvendelse" af Ove Rode.
- Ouverture héroique/Heldenleben for Orkester.[1] 1878.
- Kampen med Muserne. Satyrspil af Karl Gjellerup.[1] 1907
- Musik til Tragedien Kong Hjarnes Skjald af Karl Gjellerup. (1897)
- Musik til Frederik Paludan-Müllers Tragedie Kalanus[1] (1905)
- Sangene af Beaumarchais skuespil Barberen i Sevilla[1] (1894)
- Strygekvartet nr. 1 i g-mol.
- Strygekvartet nr. 2 i D-dur 1861
- Lyrisk Suite i 3 billeder (solo, kor- og orkester 1878)
- Musik til Holger Drachmanns Esther[1] (opført 1889)
- Dommeren i Salamanca (skuespil)[1]

### Mindre værker
- 3 Digte af Emil Aarestrup (Syngestemme og Pianoforte) 1879
- 5 Sange til digte af Ludwig Uhland (Syngestemme og Pianoforte)
- 8 Lyriske Smaasange (med Klaver).
- 8 Lyriske Smaasange (med Klaver). 2. Samling.
- 8 Sange ... (med Klaver). 3. Samling.
- 10 Sangkompositioner (med Klaverakkomp.) 1875
- Aus "Lebenslieder und Bilder" af Adelbert von Chamisso (sang og klaver)
- ”Die Vätergruft". Ballade af Ludwig Uhland (sang og klaver)
- Fire Digte af Vilhelm Bergsøe (med Piano).
- Fredløs. Digt af Edvard Lembcke. 1874.
- I Baaden. Digt af Edw. Lembcke. 1870.
- Lieder Album.
- Lyrische Duette (sang og klaver) 1879.
- Sörgemarsch ved Kong Frederik den Syvendes Död (for Pianoforte). 1863.
- To Claveerstykker. Holger Danske, Sang uden Ord. Serenade. 1880.
- Tre Sange for en dybere Stemme (med Klaver). 1880.
- Valfarten (Die Wallfahrt).
- Vier Gedichte von Uhland (sang og klaver) 1880.
- Fantasistykke-Fantasia (klaver)
- Serenade (klaver)
- Guttaperchaskibets Undergang, stort Tonemaleri for Concertflÿgel, componeret og Carl Schwartz, min Ven og Modstander i alt muligt paa forlangende "dediceret". 1886